# Llista d'asteroides/164001-164100
| Nom            | Designació provisional | Data de descobriment   | Lloc de descobriment | Descobridor/s |
| -------------- | ---------------------- | ---------------------- | -------------------- | ------------- |
| 164001 -       | 2003 UP170             | 22 d'octubre de 2003   | Kitt Peak            | Spacewatch    |
| 164002 -       | 2003 UU172             | 20 d'octubre de 2003   | Socorro              | LINEAR        |
| 164003 -       | 2003 UE174             | 21 d'octubre de 2003   | Kitt Peak            | Spacewatch    |
| 164004 -       | 2003 UR174             | 21 d'octubre de 2003   | Kitt Peak            | Spacewatch    |
| 164005 -       | 2003 US185             | 21 d'octubre de 2003   | Kitt Peak            | Spacewatch    |
| 164006 Thierry | 2003 UT185             | 21 d'octubre de 2003   | Saint-Sulpice        | Saint-Sulpice |
| 164007 -       | 2003 UW186             | 22 d'octubre de 2003   | Socorro              | LINEAR        |
| 164008 -       | 2003 UJ189             | 22 d'octubre de 2003   | Kitt Peak            | Spacewatch    |
| 164009 -       | 2003 UZ189             | 22 d'octubre de 2003   | Kitt Peak            | Spacewatch    |
| 164010 -       | 2003 UV192             | 20 d'octubre de 2003   | Kitt Peak            | Spacewatch    |
| 164011 -       | 2003 UX194             | 20 d'octubre de 2003   | Palomar              | NEAT          |
| 164012 -       | 2003 UL197             | 21 d'octubre de 2003   | Kitt Peak            | Spacewatch    |
| 164013 -       | 2003 UT197             | 21 d'octubre de 2003   | Anderson Mesa        | LONEOS        |
| 164014 -       | 2003 UO200             | 21 d'octubre de 2003   | Socorro              | LINEAR        |
| 164015 -       | 2003 UC203             | 21 d'octubre de 2003   | Kitt Peak            | Spacewatch    |
| 164016 -       | 2003 UK204             | 21 d'octubre de 2003   | Kitt Peak            | Spacewatch    |
| 164017 -       | 2003 UL206             | 22 d'octubre de 2003   | Socorro              | LINEAR        |
| 164018 -       | 2003 UP207             | 22 d'octubre de 2003   | Socorro              | LINEAR        |
| 164019 -       | 2003 UR208             | 22 d'octubre de 2003   | Kitt Peak            | Spacewatch    |
| 164020 -       | 2003 UC219             | 21 d'octubre de 2003   | Socorro              | LINEAR        |
| 164021 -       | 2003 UQ220             | 21 d'octubre de 2003   | Anderson Mesa        | LONEOS        |
| 164022 -       | 2003 UA222             | 22 d'octubre de 2003   | Socorro              | LINEAR        |
| 164023 -       | 2003 UZ222             | 22 d'octubre de 2003   | Socorro              | LINEAR        |
| 164024 -       | 2003 UZ224             | 22 d'octubre de 2003   | Socorro              | LINEAR        |
| 164025 -       | 2003 UH226             | 22 d'octubre de 2003   | Kitt Peak            | Spacewatch    |
| 164026 -       | 2003 UT227             | 23 d'octubre de 2003   | Kitt Peak            | Spacewatch    |
| 164027 -       | 2003 UY232             | 24 d'octubre de 2003   | Socorro              | LINEAR        |
| 164028 -       | 2003 UA241             | 24 d'octubre de 2003   | Kitt Peak            | Spacewatch    |
| 164029 -       | 2003 UA244             | 24 d'octubre de 2003   | Socorro              | LINEAR        |
| 164030 -       | 2003 UJ245             | 24 d'octubre de 2003   | Socorro              | LINEAR        |
| 164031 -       | 2003 UQ247             | 24 d'octubre de 2003   | Socorro              | LINEAR        |
| 164032 -       | 2003 UR249             | 25 d'octubre de 2003   | Socorro              | LINEAR        |
| 164033 -       | 2003 UC251             | 25 d'octubre de 2003   | Socorro              | LINEAR        |
| 164034 -       | 2003 UX252             | 26 d'octubre de 2003   | Kitt Peak            | Spacewatch    |
| 164035 -       | 2003 UH254             | 24 d'octubre de 2003   | Kitt Peak            | Spacewatch    |
| 164036 -       | 2003 UZ255             | 25 d'octubre de 2003   | Socorro              | LINEAR        |
| 164037 -       | 2003 UP257             | 25 d'octubre de 2003   | Socorro              | LINEAR        |
| 164038 -       | 2003 UP264             | 27 d'octubre de 2003   | Socorro              | LINEAR        |
| 164039 -       | 2003 UE265             | 27 d'octubre de 2003   | Socorro              | LINEAR        |
| 164040 -       | 2003 UQ265             | 27 d'octubre de 2003   | Kitt Peak            | Spacewatch    |
| 164041 -       | 2003 UF266             | 28 d'octubre de 2003   | Socorro              | LINEAR        |
| 164042 -       | 2003 UO269             | 29 d'octubre de 2003   | Catalina             | CSS           |
| 164043 -       | 2003 UM278             | 25 d'octubre de 2003   | Socorro              | LINEAR        |
| 164044 -       | 2003 US279             | 27 d'octubre de 2003   | Kitt Peak            | Spacewatch    |
| 164045 -       | 2003 UC283             | 29 d'octubre de 2003   | Anderson Mesa        | LONEOS        |
| 164046 -       | 2003 UW283             | 30 d'octubre de 2003   | Socorro              | LINEAR        |
| 164047 -       | 2003 UL296             | 16 d'octubre de 2003   | Kitt Peak            | Spacewatch    |
| 164048 -       | 2003 UO298             | 16 d'octubre de 2003   | Kitt Peak            | Spacewatch    |
| 164049 -       | 2003 UC302             | 17 d'octubre de 2003   | Kitt Peak            | Spacewatch    |
| 164050 -       | 2003 UO307             | 18 d'octubre de 2003   | Kitt Peak            | Spacewatch    |
| 164051 -       | 2003 UL314             | 19 d'octubre de 2003   | Kitt Peak            | Spacewatch    |
| 164052 -       | 2003 VC5               | 15 de novembre de 2003 | Kitt Peak            | Spacewatch    |
| 164053 -       | 2003 VP5               | 15 de novembre de 2003 | Kitt Peak            | Spacewatch    |
| 164054 -       | 2003 VH6               | 14 de novembre de 2003 | Palomar              | NEAT          |
| 164055 -       | 2003 VL8               | 15 de novembre de 2003 | Palomar              | NEAT          |
| 164056 -       | 2003 VO10              | 15 de novembre de 2003 | Kitt Peak            | Spacewatch    |
| 164057 -       | 2003 WR10              | 18 de novembre de 2003 | Kitt Peak            | Spacewatch    |
| 164058 -       | 2003 WV11              | 18 de novembre de 2003 | Palomar              | NEAT          |
| 164059 -       | 2003 WH13              | 16 de novembre de 2003 | Catalina             | CSS           |
| 164060 -       | 2003 WV16              | 18 de novembre de 2003 | Palomar              | NEAT          |
| 164061 -       | 2003 WF29              | 18 de novembre de 2003 | Kitt Peak            | Spacewatch    |
| 164062 -       | 2003 WL38              | 19 de novembre de 2003 | Socorro              | LINEAR        |
| 164063 -       | 2003 WP40              | 19 de novembre de 2003 | Kitt Peak            | Spacewatch    |
| 164064 -       | 2003 WY46              | 18 de novembre de 2003 | Palomar              | NEAT          |
| 164065 -       | 2003 WN50              | 19 de novembre de 2003 | Socorro              | LINEAR        |
| 164066 -       | 2003 WY55              | 20 de novembre de 2003 | Socorro              | LINEAR        |
| 164067 -       | 2003 WH65              | 19 de novembre de 2003 | Kitt Peak            | Spacewatch    |
| 164068 -       | 2003 WJ66              | 19 de novembre de 2003 | Socorro              | LINEAR        |
| 164069 -       | 2003 WK69              | 19 de novembre de 2003 | Kitt Peak            | Spacewatch    |
| 164070 -       | 2003 WV70              | 20 de novembre de 2003 | Palomar              | NEAT          |
| 164071 -       | 2003 WT80              | 20 de novembre de 2003 | Catalina             | CSS           |
| 164072 -       | 2003 WS81              | 18 de novembre de 2003 | Palomar              | NEAT          |
| 164073 -       | 2003 WR84              | 19 de novembre de 2003 | Catalina             | CSS           |
| 164074 -       | 2003 WD86              | 21 de novembre de 2003 | Palomar              | NEAT          |
| 164075 -       | 2003 WU87              | 22 de novembre de 2003 | Socorro              | LINEAR        |
| 164076 -       | 2003 WE89              | 16 de novembre de 2003 | Catalina             | CSS           |
| 164077 -       | 2003 WP91              | 18 de novembre de 2003 | Kitt Peak            | Spacewatch    |
| 164078 -       | 2003 WK94              | 19 de novembre de 2003 | Anderson Mesa        | LONEOS        |
| 164079 -       | 2003 WS94              | 19 de novembre de 2003 | Anderson Mesa        | LONEOS        |
| 164080 -       | 2003 WJ96              | 19 de novembre de 2003 | Anderson Mesa        | LONEOS        |
| 164081 -       | 2003 WB97              | 19 de novembre de 2003 | Anderson Mesa        | LONEOS        |
| 164082 -       | 2003 WX102             | 21 de novembre de 2003 | Socorro              | LINEAR        |
| 164083 -       | 2003 WU103             | 21 de novembre de 2003 | Socorro              | LINEAR        |
| 164084 -       | 2003 WR121             | 20 de novembre de 2003 | Socorro              | LINEAR        |
| 164085 -       | 2003 WD122             | 20 de novembre de 2003 | Kitt Peak            | Spacewatch    |
| 164086 -       | 2003 WM122             | 20 de novembre de 2003 | Socorro              | LINEAR        |
| 164087 -       | 2003 WU122             | 20 de novembre de 2003 | Socorro              | LINEAR        |
| 164088 -       | 2003 WQ125             | 20 de novembre de 2003 | Socorro              | LINEAR        |
| 164089 -       | 2003 WV126             | 20 de novembre de 2003 | Socorro              | LINEAR        |
| 164090 -       | 2003 WF132             | 19 de novembre de 2003 | Kitt Peak            | Spacewatch    |
| 164091 -       | 2003 WY134             | 21 de novembre de 2003 | Socorro              | LINEAR        |
| 164092 -       | 2003 WX136             | 21 de novembre de 2003 | Socorro              | LINEAR        |
| 164093 -       | 2003 WF142             | 21 de novembre de 2003 | Socorro              | LINEAR        |
| 164094 -       | 2003 WT142             | 21 de novembre de 2003 | Palomar              | NEAT          |
| 164095 -       | 2003 WS144             | 21 de novembre de 2003 | Socorro              | LINEAR        |
| 164096 -       | 2003 WZ155             | 29 de novembre de 2003 | Socorro              | LINEAR        |
| 164097 -       | 2003 WU156             | 29 de novembre de 2003 | Kitt Peak            | Spacewatch    |
| 164098 -       | 2003 WX161             | 30 de novembre de 2003 | Socorro              | LINEAR        |
| 164099 -       | 2003 WE163             | 30 de novembre de 2003 | Kitt Peak            | Spacewatch    |
| 164100 -       | 2003 WV166             | 18 de novembre de 2003 | Palomar              | NEAT          |